# Alexander Svedstrup
Edvard Alexander Svedstrup, född den 1 november 1864 i Helsingør, död den 20 september 1930 i Hellebæk, var en dansk författare. Han var bror till August Svedstrup.
Efter en rad sökande ungdomsår tog Svedstrup teologisk ämbetsexamen 1891 och vigde sedan sitt liv åt ett mångfacetterat författarskap (delvis under pseudonymen Svend Ellekilde), allt ifrån religionsfilosofi till reseskildringar (Kong Georg's Land 1897, De Danskes Vej 1900) och till romanen (Erik Gudmand 1923 med fortsättning]). Ett gemensamt drag i Svedstrups skribentverksamhet är en livlig och målande penna, en djup förståelse av allt mänskligt och aldrig sviktande medkänsla.